# Jean-Claude Lamant
 (mars 2010).
Si vous disposez d'ouvrages ou d'articles de référence ou si vous connaissez des sites web de qualité traitant du thème abordé ici, merci de compléter l'article en donnant les références utiles à sa vérifiabilité et en les liant à la section « Notes et références ».
Jean-Claude Lamant, né le 25 décembre 1942 à Monceau-le-Waast (Aisne), est un homme politique français.

## Biographie
Personnalité locale du RPR, Jean-Claude Lamant s'impose à la tête de la structure départementale de l'Aisne de ce parti dans les années 1980. Il conquiert différents mandats locaux : conseiller général du canton de Laon-Sud, conseiller municipal de Laon. En 1986, il est élu député de la première circonscription de l'Aisne face au socialiste sortant. René Dosière devient son principal compétiteur à chaque élection : suivant exactement le rythme des alternances nationales, ils se succèdent ainsi à l'Assemblée nationale jusqu'en 1997, date à laquelle Jean-Claude Lamant perd définitivement son mandat législatif (il est sévèrement battu avec un peu plus de 40 % des voix). René Dosière lui avait aussi ravi le siège de conseiller général du canton de Laon-Sud en 1993.
En revanche, Jean-Claude Lamant parvient à se maintenir durablement à la mairie de Laon, qu'il emporte aux municipales de 1989, face au sortant, René Dosière. Maire sortant en 2001, il réussit à y faire élire son successeur, Antoine Lefèvre (divers droite, puis UMP).
Après un échec aux sénatoriales en 1998, un instant désavoué par son parti (il se présente aux législatives de 2002 en dépit du candidat officiel UMP-UDF, Philippe Malpezzi ; Lamant reste le seul candidat à droite face à René Dosière, réélu) avant d'être réintégré, Jean-Claude Lamant ne parvient pas à retrouver un rôle de premier plan dans la vie politique locale. Il échoue également à se faire élire aux élections européennes de 2004 (liste UMP). En 2007, il est délégué de circonscription de l'UMP (Laon) ; il ne se représente pas aux législatives.